# 毛燈蘚
毛燈蘚（学名：Rhizomnium punctatum）为提燈蘚科毛燈蘚屬下的一个种。

## 扩展阅读
- 維基物種上的相關：毛燈蘚